# Балканске игре
Балканске игре (БИ) су регионална спортска такмичења у различитим спортским гранама између земаља Балканског полуострва. У неким спортовима то такмичење носи назив игре, а у неким првенство или куп при чему је без обзира на назив увек реч о службеном спортском такмичењу за подручје Балкана.

## Историјат
Први пут се расправљало о могућности организовања Балканских атлетских игара 1924. године на годишњој скупштини Југословенског лакоатлетског савеза. Идеја је отишла у јавност 1927. када је бугарска национална федерација предложила организовање такмичења младих из свих земаља Балкана, 
Као први домаћин предложена је Софија. Исте године Југославија предлаже одржавања пливачког првенства Балкана у Сплиту, али се све завршило само на предлозима. Годину дана касније 1928. пред одржавање Олимијских игара у Амстердаму, грчки савез покреће акцију за одржавање Балканских игара. На састанку у Амстердаму непосредно по завршетку Олимпијских игара, представници балканских земаља су једногласно одлучили да се 1929. године у Атини одрже пробне Балканске игре у атлетици. На тим играма су учествовали атлетичари из Бугарке, Грчке, Југославије и Турске. Тада су израђене и службене пропозиције Балканских игара, које је за Југославију потписао Мирослав Добрин. Тим пропозицијама је утврђено даће се игре у атлетици одржавати сваке године и да ће земље које буду учествовале на играма послати најмање 20 такмичара и једног руководиоца. Тада је издато и саопштење којим се потврђује равноправност свих учесника игара, и право Грчке да организује прве игре. Било је договорено да се убудуће игре организују у оним спортовима који се негују у Балканским земљама.
Прве службене игре у атлетици одржане су у Атини 1930. године. Од тада па до 1940. одржано је 11 таквих такмичења. Између два рата одржане су jош игре у рвању (6 пута), фудбалу (7 пута) и бициклизму (1 пут). После завршетка Другог светског рата игре се обнављају, па су 1946. одржане и у гимнастици, фудбалу, одбојци, пливању, ватерполу, стрељаштву и шаху, а 1947. су проширене на бокс и скијање. Атлетска такмичења су обновљена 1953. одржавањем 12. Балканских игра у Атини. Током 1947. и до прве половине 1948. такмичења у неким спортовима су проширене са учесницима из Мађарске, Чехословачке и Пољске, па су одржане под називом Балканско-средњоевропке игре. Касније је у програм уврштене и кошарка (1959. за мушкарце, а 1963. за жене), тенис (1960. за мушкарце, а 1966. за жене) стони тенис (1964), аутомобилизам (1969) и бициклизам (1971).